# Pran
|  | Est article tracta sobre l'actor indi; si busqueu l'autor de còmics homònim, vegeu Pran Kumar Sharma. |

Pran Krishan Sikand (Nova Delhi, 12 de febrer del 1920 – Mumbai, Maharashtra, 12 de juliol del 2013), més conegut simplement per Pran, fou un actor indi actiu entre 1940 i 2007 fent papers sobretot de dolent en un gran nombre de pel·lícules de Bollywood. Ha estat un dels actors veterans més reeixits i respectats de la història del cinema indi. També va ser un dels actors més ben pagats de la seva època.
Va interpretar papers d'heroi de 1940 a 1947, personatges negatius de 1942 a 1991, i va interpretar papers secundaris i de personatges de 1967 a 2007. Els finals dels anys quaranta, cinquanta, seixanta i principis dels setanta van ser els períodes màxims de l'estada de Pran com a actor de personatges dolents, especialment els anys cinquanta i seixanta. Pran va ser la primera personificació veritable del mal a la pantalla índia. La intensitat de la seva representació de personatges negatius/dolents a la pantalla va ser prou eficaç per evitar que el poble indi anomenava els seus fills Pran als anys 50 i 60 i posteriorment després (quan Pran estava al cim de la seva vilania). En una llarga i prolífica carrera, Pran va aparèixer en més de 362 pel·lícules. Va interpretar el protagonista en obres com Khandaan (1942), Pilpili Saheb (1954) i Halaku (1956). És conegut pels seus papers a Madhumati (1958), Jis Desh Mein Ganga Behti Hai (1960), Shaheed (1965), Upkar (1967), Ram Aur Shyam (1967), Aansoo Ban Gaye Phool (1969), Purab Aur Paschim. (1970), Johny Mera Naam (1970), Victoria No. 203 (1972), Be-Imaan (1972), Zanjeer (1973), Majboor (1974), Amar Akbar Anthony (1977), Don (1978), Sharaabi (1984) i Duniya (1984).
Pran rebé un gran nombre de premis al llarg de la seva carrera, fins i tot de mans del govern de l'Índia, i fou designat 'Dolent del Mil·lenni' per la revista Stardust el 2000. El 2010, la CNN l'inclogué a la seva llista del 'Top 25 d'actors asiàtics de tots els temps'. El govern de l'Índia el va honrar amb el Padma Bhushan el 2001 per les seves contribucions a les arts. El 2013 va ser guardonat amb el Dadasaheb Phalke Award, el màxim premi nacional per a artistes de cinema, del Govern de l'Índia. El 2010, va ser nomenat a la llista dels 25 millors actors asiàtics de la CNN de tots els temps.
Va morir en un hospital de Mumbai als 93 anys, després d'una llarga malaltia.

## Biografia
Pran va néixer el 12 de febrer de 1920 a Lahore, en el si d'una família hindú punjabi acomodada, però es va criar a Ballimaran de Old Delhi a Delhi. El seu pare, Kewal Krishan Sikand Ahluwalia, era enginyer civil i contractista civil del govern, la seva mare era Rameshwari Ahluwalia. Pran era un dels set fills; quatre nois i tres noies.
Pran tenia un talent acadèmic, especialment en matemàtiques. El seu pare tenia una feina transferible, i per això Pran va estudiar a diversos llocs, com ara Dehradun, Lahore, Kapurthala, Meerut i Unnao (Uttar Pradesh), acabant finalment la seva matrícula a l'escola Hamid, a Rampur (UP). Després d'això, es va incorporar a A. Das & Co., Delhi com a aprenent per fer-se fotògraf professional. Va viatjar a Shimla i va interpretar a Sita en una posada en escena local de Ramlila. Madan Puri va representar el paper de Rama en aquesta obra.

## Carrera

### Primers anys (1940–1967)
Pran va obtenir el seu primer paper a la pel·lícula panjabi de Dalsukh M. Pancholi Yamla Jat (1940) a causa d'una trobada accidental amb l'escriptor Wali Mohammad Wali en una botiga de Lahore. Dirigida per Moti B. Gidwani, la pel·lícula va comptar amb Noor Jehan i Durga Khote. Va ser seguit de petits papers a la pel·lícula Chaudhary i Khajanchi, tots dos el 1941. Pancholi el va tornar a interpretar a Khandaan (1942), que va ser la primera pel·lícula en hindi de Pran. El presentava com un heroi romàntic, al costat de Noor Jehan, que havia actuat amb ell a Yamla Jat com a artista infantil. A Khandaan, ella tenia menys de 15 anys i compensava la diferència d'altura en primers plans posant-se damunt de maons. En l'època anterior a la independència, el director Gidwani va emetre Pran en més pel·lícules com Kaise Kahoon (1945) i Khamosh Nigahen (1946).
Pran havia actuat en 22 pel·lícules de 1942 a 1946 a Lahore; 18 van ser estrenades el 1947. A causa de la partició de l'Índia el 1947, la seva carrera va patir un breu descans. Les seves pel·lícules del 1944 al 1947 es van fer a l'Índia indivisa, però Taraash (1951) i Khanabadosh (1952) (ambdós protagonitzats per Manorama) només es van estrenar al Pakistan després de Partition. Va sortir de Lahore i va arribar a Bombai. Durant uns mesos, va buscar oportunitats d'actuació mentre feia altres feines. Va treballar a l'hotel Delmar, Marine Drive durant vuit mesos, després dels quals va tenir l'oportunitat d'actuar el 1948.
Gràcies a l'ajuda de l'escriptor Saadat Hasan Manto i l'actor Shyam, va aconseguir un paper a la pel·lícula de Bombay Talkies, Ziddi, protagonitzada per Dev Anand i Kamini Kaushal i dirigida per Shaheed Latif. La pel·lícula va llançar la carrera de Pran a Bombai. Per cert, va resultar ser la gran oportunitat de Dev Anand com a heroi. El 1950 s'havia consolidat gradualment com un dolent principal del cinema hindi. A una setmana de l'èxit ' Ziddi, havia signat tres pel·lícules més: Grihasti (1948), de SM Yusuf, que es va convertir en un èxit de diamants, Apradhi (1949) de Prabhat Films i Putli (1949) de Wali Mohammad. Aleshores, Wali Mohammad, responsable del primer paper de Pran, havia arribat a Bombai i es va convertir en productor, instal·lant una oficina als Famous Studios, prop de l'hipòdrom de Mahalaxmi. A la dècada del 1940, els duets romàntics amb ell, com les cançons Tere Naaz Uthane Ko Jee Chahta Hai de Grihasti, al costat de Shardha, i de Khandaan (1942), amb Noor Jehan, es van fer populars a la dècada del 1940. La manera com va expressar els seus diàlegs en pel·lícules com Sheesh Mahal (1950), una sèrie de disfresses que va fer a Adalat (1958), i la relació que va compartir amb vampirs com Kuldip Kaur a Jashan (1955) van mostrar la seva versatilitat als anys cinquanta.
Com a 'dolent', les primeres pel·lícules d'èxit de Pran van ser Ziddi i Bari Behan (1949). El bufat característic de Pran dels anells de fum va aparèixer per primera vegada en aquesta darrera pel·lícula. Se li oferia regularment el paper del dolent principal o d'un personatge negatiu en pel·lícules amb Dilip Kumar, Dev Anand i Raj Kapoor com a heroi principal als anys 50 i 60. Des de la dècada del 1950, directors com MV Raman, Nanabhai Bhatt, Kalidas, Ravindra Dave, IS Johar i Bimal Roy el van emetre repetidament. De la mateixa manera, a la dècada del 1960, va participar amb freqüència en les aventures de direcció d'A. Bhim Singh, Shakti Samanta, Bhappi Sonie, K. Amarnath, Nasir Hussain i altres. A la dècada del 1970, directors i productors més nous i més joves el van col·locar a les seves pel·lícules tot i que Pran va demanar el preu més alt entre els actors secundaris des de 1968 fins a 1982.
L'actuació de Pran com a personatge negatiu va ser apreciada especialment en els protagonistes de Dilip Kumar com Azaad (1955), Devdas (1955), Madhumati (1958), Dil Diya Dard Liya (1966), Ram Aur Shyam (1967) i Aadmi (1968); i pel·lícules amb Dev Anand com a protagonista com Ziddi (1948), Munimji (1955), Amar Deep (1958), Jab Pyar Kisi Se Hota Hai (1961); i amb Raj Kapoor a Aah (1953), Chori Chori (1956), Jagte Raho (1956), Chhalia (1960), Jis Desh Mein Ganga Behti Hai (1960) i Dil Hi Toh Hai (1963). Les pel·lícules amb ell com a protagonista, Pilpili Saheb (1954) i després Halaku el 1956, també van ser grans èxits. Va tenir papers en diversos gèneres, com ara com a pirata a Sindbad the Sailor (1952) i Daughter of Sindbad (1958); en thrillers plens d'acció com Azad (1955); històrics com Aan (1952) i Raj Tilak (1958); temes socials com Baradari (1955); i novel·les lleugeres com Munimji (1955) i Asha (1957). A la dècada del 1960 i principis de la dècada del 1970, tot i tenir uns 40 anys, va continuar interpretant papers fonamentals com a personatge d'entre 25 i 30 anys en pel·lícules amb Shammi Kapoor, Joy Mukherjee, Rajendra Kumar i Dharmendra com a herois principals. Des de principis de la dècada del 1950 fins a principis de la dècada del 1970, Pran va guanyar una particular notorietat a causa dels seus papers freqüents com a vilà. A partir de 1964, amb Pooja Ke Phool i Kashmir Ki Kali, també va aportar un costat còmic als seus personatges negatius. Mentre que les carreres de Dilip Kumar i Raj Kapoor com a jove heroi van començar a decaure a finals dels anys 60 i Rajendra Kumar i Shammi Kapoor van deixar de protagonitzar el 1973, Pran va continuar amb els seus papers. La seva associació amb Dev Anand, iniciada el 1948, va continuar fins i tot durant els anys 70 i 80 amb Johny Mera Naam (1970), Yeh Gulistan Hamara (1972), Joshila (1973), Warrant (1975) i Des Pardes (1978).
Pran va interpretar papers en pel·lícules de comèdia protagonitzades per Kishore Kumar i Mehmood Ali al capdavant. Les seves col·laboracions amb Mehmood inclouen Sadhu Aur Shaitaan (1968), Lakhon Me Ek (1971) i amb Kishore Kumar inclouen Chham Chhama Chham (1952), Aasha (1957), Bewaqoof (1960), Half Ticket (1962) i Man-Mauji (1962).

### Carrera posterior (1967-jubilació)
A finals de la dècada del 1960, Pran va interpretar a Malang Chacha, un heroi de guerra veterà, a la pel·lícula Upkar (1967) de Manoj Kumar. La cançó de Kalyanji Anandji Kasme Waade Pyaar Wafaa es va fotografiar amb ell. En aquesta pel·lícula, Pran va tenir un paper més simpàtic. Va rebre el seu primer premi Filmfare per Upkar. Kumar va continuar fent-li papers fonamentals en pel·lícules com Purab Aur Paschim (1970), Be-Imaan (1972), Sanyasi (1975) i Dus Numbri (1976).
A partir de 1967 també va actuar en pel·lícules bengalíes, començant per Sonai Dighe d'Ashim Banerjee, on Joy Mukherjee era l'heroi.
Pran va fer el paper secundari en diversos d'aquests, que van substituir la seva imatge de dolent per la d'un actor de personatges. Després de 1969, se li va oferir el paper principal en pel·lícules com Nanha Farishta (1969), Jangal Mein Mangal (1972), Dharma (1973), Ek Kunwari Ek Kunwara (1973) i Rahu Ketu (1978).
Pran i Ashok Kumar eren molt amics a la vida professional i real. Van actuar en 27 pel·lícules junts del 1951 al 1987 començant per Afsana (1951). Les seves altres pel·lícules inclouen Mr. X (1957), Adhikar (1971), Victoria No. 203 (1972), Chori Mera Kaam (1975) i Raja Aur Rana (1984). Cantades per Kishore Kumar, les cançons Hum Bolega To Bologe Ke Bolta Hai de Kasauti (1974) i Micheal Daru Peeke Dandha Kartha Hai de Majboor (1974), fotografiades a Pran, van ser molt populars.
De 1969 a 1982, Pran va ser un dels actors més ben pagats de Bollywood. Va interpretar el paper principal a la pel·lícula Aurat (1967) al costat de Padmini, amb Rajesh Khanna en un paper secundari. Pran i Khanna van treballar en cinc pel·lícules més: Maryada (1971), Jaanwar (1983), Souten (1983), Bewafai (1985) i Durgaa (1985). El 1973, va recomanar Amitabh Bachchan a Prakash Mehra per al personatge de Vijay a Zanjeer, un paper que abans havia ofert a Dev Anand i Dharmendra. El paper de Pran com Sher Khan, amb la seva perruca i barba vermelles i l'estil Pathan I va ser ben apreciat. Pran va actuar amb Bachchan en unes 14 pel·lícules, entre les quals destaquen Zanjeer (1973), Majboor (1974), Don (1978), Amar Akbar Anthony (1977), Dostana (1980), Kaalia (1981), Naseeb (1981) i Sharaabi. (1984).
Pran va acceptar ocasionalment papers antagònics des del 1971 fins al 1992. Va aparèixer com a vilà en pel·lícules com Maryada, Naya Zamana, Jawan Muhabat, Aan Baan, Roop Tera Mastana, Yeh Gulistan Hamara, Gaddar, Rahu Ketu, Andha Kanoon (1983), Duniya (1984), Insaaf Kaun Karega, Durgaa, Bewafai., Hoshiyar, Dharm Adhikari i Azaad Desh Ke Ghulam. Pran va tenir dos papers a Khoon Ka Rishta, Insaaf i Jangal Mein Mangal.
Va produir la pel·lícula Lakshmanrekha el 1991, l'única que va produir en la seva carrera a Bollywood, i va interpretar Kishan Lal Sharma a la pel·lícula.

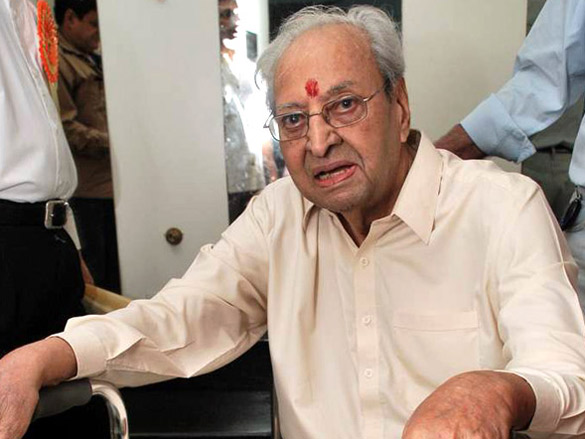
Pran en el seu 90è aniversari el 2010.

El 1998, als 78 anys, Pran va patir un atac de cor, després del qual va començar a rebutjar ofertes de pel·lícules a causa de problemes relacionats amb l'edat. Però a la dècada del 1990, Amitabh Bachchan va demanar a Pran que fes papers a les seves produccions casolanes Tere Mere Sapne (1996) i Mrityudata (1997). Pran va fer una excepció actuant en ells per ajudar Bachchan en un moment difícil de la seva carrera. El 1997, el seu personatge a Mrityudaata es va modificar per compensar les cames tremolants de Pran a la vida real i a Tere Mere Sapne, les seves fotos es van fer amb ell assegut. Després de l'any 2000, va fer algunes aparicions com a convidat.

## Vida personal
Pran es va casar amb Shukla Ahluwalia el 1945 i té dos fills, Arvind Ahluwalia i Sunil Sikand Ahluwalia, i una filla, Pinky Ahluwalia.

## Malaltia i mort
Va ser atès a l’Hospital Lilavati i va morir el 12 de juliol de 2013. Havia ingressat diverses vegades a l'hospital en els últims mesos per deteriorament de la salut; en algun moment va estar lluitant contra una pneumònia. La mort de Pran va ser àmpliament observada pels estadistes i els seus companys d'escena. El primer ministre Manmohan Singh va donar el seu condol per la seva mort i el va qualificar d'una icona. L'actor veterà Amitabh Bachchan va tuitejar els seus sentiments sobre la seva mort qualificant-lo de pilar magnífic de la indústria cinematogràfica.

## Llegat
Pran va tenir una carrera de sis dècades al cinema hindi i és un dels actors més celebrats de la indústria. Es diu que la seva interpretació va ser prou eficaç com per desistir de la gent de anomenar els seus fills Pran a causa dels seus papers negatius, mentre que la indústria havia començat a anomenar-lo Pran Sahab. La seva línia preferida Barkhurdaar es va fer immensament popular.
L'any 2000, Bunny Reuben, periodista de cinema, va escriure una biografia sobre Pran, titulada ... i Pran. El nom d'aquest llibre sorgeix del fet que a la majoria de les pel·lícules de Pran, el seu nom es va acreditar al final després de tots els altres actors, ... i Pran. La seva biografia, ... i Pran, va ser un homenatge a unes 250 de les seves 350 pel·lícules que tenien el seu nom al final dels crèdits, generalment amb les paraules ... i Pran i de vegades ... i sobre tot, Pran.
L'any 2012, va donar la seva empremta a Legend's Walk, un passeig marítim a Bandra.

## Filmografia
Ha aparegut en més de 350 pel·lícules:
- 1942: Khandan
- 1948: Ziddi
- 1955: Azad
- 1956: Devdas
- 1967: Milan

## Premis i honors
Pran ha estat guardonat amb premis per la seva interpretació de personatges negatius. Ha rebut tres premis Filmfare en la categoria de millor actor secundari per Upkar, Aansoo Ban Gaye Phool i Be-Imaan. No obstant això, l'any 1973, quan va ser premiat pel seu paper de conestable Ram Singh a Be-Imaan, es va negar a acceptar el premi afirmant que el premi Filmfare al millor director musical hauria d'haver anat a Ghulam Mohammed per Pakeezah i no al duo musical Shankar. Jaikishan per Be-imaan. Va rebre tres premis de l'Associació de Periodistes de Cinema de Bengala pels seus papers secundaris.
Per les seves grans contribucions al cinema indi, Pran ha estat guardonat amb premis a tota la vida, inclosos els de Filmfare, Star Screen Awards i Zee Cine Awards. El 2001, el govern de l'Índia li va concedir el Padma Bhushan. L'abril de 2013, va ser anunciat com el guanyador del Dadasaheb Phalke Award, el premi més prestigiós del cinema indi, presentat pel Govern de l'Índia. El premi se li va lliurar als 60th National Film Awards per la seva vida treballant a la indústria cinematogràfica. No va poder assistir a la 60a edició dels National Film Awards el maig de 2013, on li havien de lliurar el premi Dadasaheb Phalke. En canvi, el ministre d'Informació i Radiodifusió, Manish Tewari, va presentar el premi a la casa de Pran a Bombai. Les celebritats el van felicitar en aquesta ocasió amb Amitabh Bachchan anomenant-lo "un gran pilar de la indústria cinematogràfica índia" a Twitter. Va ser candidat al premi l'any anterior amb Manoj Kumar i Vyjayanthimala, però Soumitra Chatterjee va ser escollit com a guardonat.

### Premi Civil
- 2001 - Padma Bhushan, el tercer premi civil més alt de l'Índia del Govern de l'Índia.[41][45]

### Premis Nacionals de Cinema

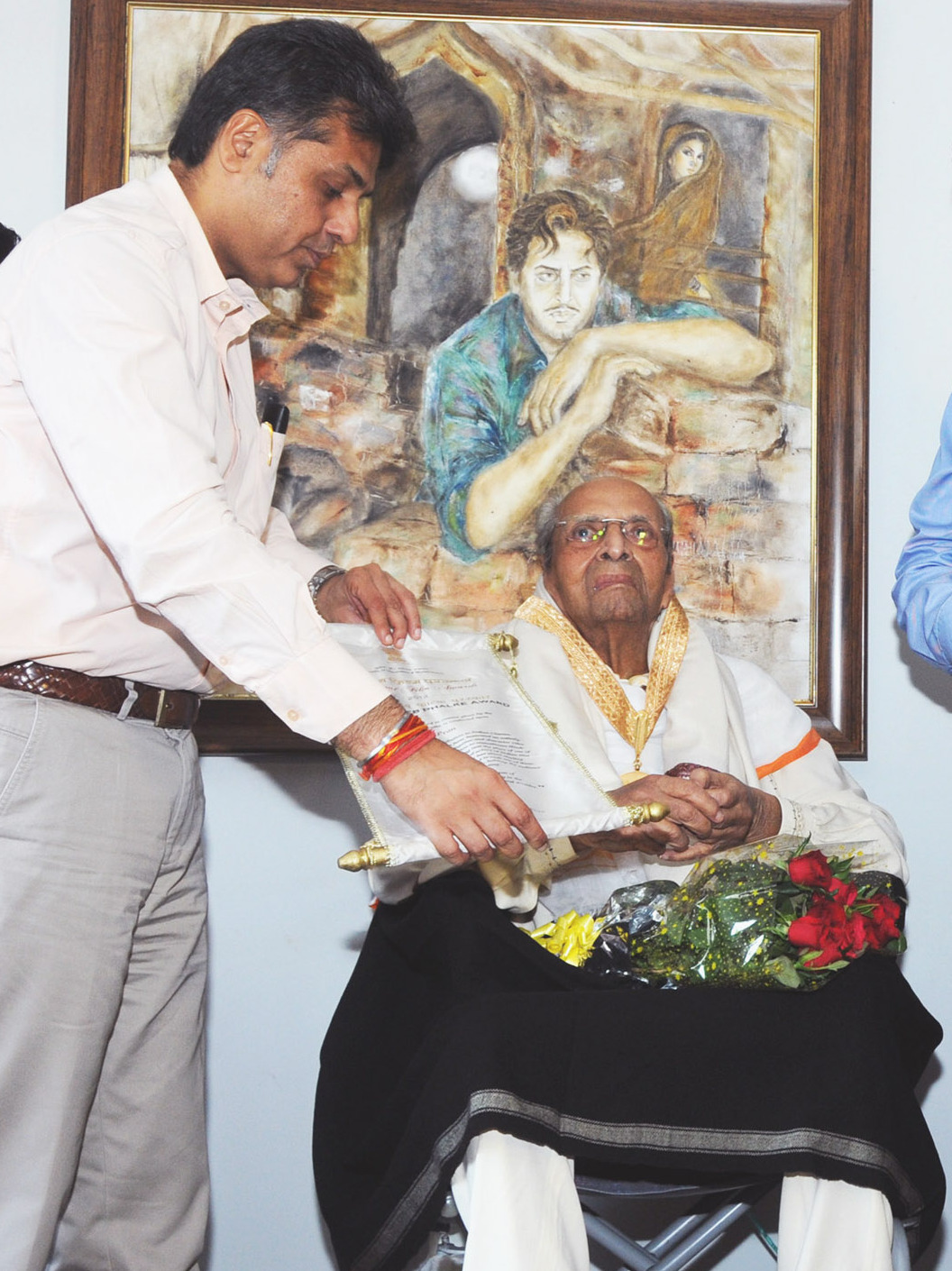
Pran va ser felicitat amb el premi Dadasaheb Phalke a la seva residència el 5 d'agost de 2011.

- 2013 - Premi Dadasaheb Phalke, el premi nacional més alt de l'Índia per a artistes de cinema, presentat pel Govern de l'Índia, per la seva trajectòria.[46]

### Premis Filmfare
- 1967 - Millor actor secundari per Upkar[41]
- 1969 - Millor actor secundari per Aansoo Ban Gaye Phool[41]
- 1972 - Millor actor secundari per Be-Imaan[41]
- 1997 – Premi especial[41]

### Premis de l'Associació de Periodistes de Cinema de Bengala
- 1961 - Millor actor secundari: Jis Desh Men Ganga Behti Hai
- 1966 - Millor actor secundari: Shaheed
- 1973 - Millor actor secundari: Zanjeer

### Altres premis i reconeixements
- 1972–73 - Chitrlok Cine Circle Ahmedabad: "Premi al millor artista de personatges".[41]
- 1975–76 - Premi Bombay Film: Actor més polivalent.[41]
- 1977–78 - Premi Bombay Film: Actor més versàtil.[41]
- 1978 - North Bombay Jaycees: Millor actor de personatge.[41]
- 1984 - "Premi especial extraordinari com a mag de l'actuació" pel Premi Bombay Film.[41]
- 1984 - Premi Cinéfils: "Abhinay Samrat" regnant.[41]
- 1985 - Premi Kala Bhushan presentat pel punjabi Kala Sangam.[41]
- 1987 - North Bombay Jaycees: actuació excepcional de la dècada.[41]
- "Premi Viyayshree" presentat per enriquir la vida humana i assoliments destacats India Int. Societat d'Amistat).[41]
- "Ars Gratia Artis" per l'excel·lència en l'art emotiu.[41]
- 1990 - Premi Kala Rattan presentat pel punjabi Kal Sangam durant 50 anys gloriosos.[41]
- 1990 - Punjab Association: un premi durant 50 anys a la indústria.[41]
- 1990 - Southall Lion's Club London: "En reconeixement dels serveis inestimables a la caritat en la celebració del Jubileu d'Or dels seus serveis a la indústria cinematogràfica.[41]
- 1991 – Premi Cinegoers: "Premi del Jubileu d'Or Abhinay Samrat".[41]
- 1992 - Contribució destacada a la indústria cinematogràfica índia, Indian Motion Pictures Producers' Association.[41]
- 2000 - Premi Screen Lifetime Achievement Award[41]
- 2000 - Premi Zee Cine a la seva trajectòria[19][41]
- 2000 - "Vilà del mil·lenni" pels Premis Stardust.[15][41]
- 2004 - Premi a l'èxit de tota la vida instituït pel govern de Maharashtra.[15]